# Edith McGuire
Edith McGuire   (Atlanta, 3 de juny de 1944), també coneguda com a Edith McGuire Duvall, és una atleta estatunidenca, ja retirada, guanyadora de tres medalles olímpiques.

## Carrera esportiva
Membre de l'equip atlètic de la Universitat estatal de Tennessee i especialista en proves de velocitat, va participar als 20 anys en els Jocs Olímpics d'Estiu de 1964 realitzats a Tòquio (Japó), on va aconseguir guanyar la medalla d'or en la prova dels 200 metres llisos, establint un nou rècord olímpic amb un temps de 23.0 segons i derrotant la polonesa Irena Szewińska, i la medalla de plata en les proves dels 100 metres llisos (quedant per darrere de la seva compatriota Wyomia Tyus) i dels relleus 4x100 metres llisos (al costat de Willye White, Marilyn White i la mateixa Tyus).
Al llarg de la seva carrera aconseguí guanyar dues medalles als Jocs Panamericans, una d'elles d'or. El 1980 fou inclosa al Georgia Sports Hall of Fame.

## Millors marques
- 100 metres. 11.4" (1964)
- 200 metres. 23.0" (1964)[3]